# Poblado Lázaro Cárdenas
Poblado Lázaro Cárdenas är en ort i Mexiko.   Den ligger i kommunen Mexicali och delstaten Baja California, i den nordvästra delen av landet, 2 100 km nordväst om huvudstaden Mexico City. Poblado Lázaro Cárdenas ligger 19 meter över havet och antalet invånare är 2 388.
Terrängen runt Poblado Lázaro Cárdenas är mycket platt. Runt Poblado Lázaro Cárdenas är det ganska tätbefolkat, med 58 invånare per kvadratkilometer. Närmaste större samhälle är Guadalupe Victoria, 10,1 km söder om Poblado Lázaro Cárdenas. Trakten runt Poblado Lázaro Cárdenas består till största delen av jordbruksmark.